# L'Anneau-Monde
 (mai 2016).
Si vous disposez d'ouvrages ou d'articles de référence ou si vous connaissez des sites web de qualité traitant du thème abordé ici, merci de compléter l'article en donnant les références utiles à sa vérifiabilité et en les liant à la section « Notes et références ».
L’Anneau-Monde (titre original : Ringworld) est un roman de science-fiction de l’auteur américain Larry Niven, paru aux États-Unis en 1970 et en France en 1983.
Le roman fait partie du Cycle de l'Anneau-Monde.

## Résumé
Nessus, un extraterrestre, recrute Louis Wu et Teela Brown, deux Terriens, ainsi que Parleur-aux-Animaux, un autre extraterrestre, pour une mission d’exploration d’une mystérieuse planète artificielle ayant la forme d’un anneau, tournant autour d’une étoile.

## Place dans le cycle de l’Anneau-Monde
- L'Anneau-Monde
- Les Ingénieurs de l'Anneau-Monde
- Le Trône de l'Anneau-Monde
- Les Enfants de l'Anneau-Monde

L’originalité de ce planet opera est de présenter une planète-anneau totalement artificielle, construite par une race extraterrestre que les héros du roman dénomment les Ingénieurs de l’anneau-monde. L’auteur mêle à un récit d’exploration de structure assez classique de nombreuses considérations techniques et scientifiques sur l’univers et sur l’anneau-monde.

## Personnages principaux
- Louis Wu (terrien) ;
- Teela Brown (terrienne) ;
- Nessus (Marionnettiste de Pierson) ;
- Chmee, ou Parleur-aux-Animaux, (Kzinti).

## Données techniques sur l’Anneau-Monde
- Étoile K9 (de type G3, proche d’une G2, un peu plus petite et plus froide que notre Soleil) ;
- Vitesse de l’anneau : 1 250 kilomètres par seconde ;
- Masse de l’anneau : 2 × 1027 kilogrammes, soit à peu près la masse de Jupiter (2 millions de milliards de milliards de tonnes) ;
- Rayon : 1,54 × 108 kilomètres  (= 1 UA environ, soit la distance Terre-Soleil) ;
- Largeur : 1,6 × 106 kilomètres (soit un peu plus que le diamètre de son étoile) 1,6 million de kilomètres ;
- Superficie : 3 × 106 fois  celle de la Terre = 1,6 × 1015 km2 environ (1,6 million de milliards de kilomètres carrés) ;
- Hauteur des montagnes bordant l’Anneau : 1 500 km ;
- Plaques rectangulaires permettant l’alternance jour/nuit : 1,5×106 par 4×106 kilomètres, reliées par des câbles et en orbite plus rapprochée de l’étoile ;
- Durée du jour : 30 heures ;
- Temps de rotation de l’anneau : 75 jours ;
- 1 falan = 10 révolutions = 750 jours ;
- Gravité en surface : 9,73 m/s2 = 0,992 G

## Thèmes abordés
- Larry Niven aborde le thème de la surpopulation en l’élargissant à toute la galaxie, problème accru par l’usage généralisé de l'épice de longévité. Il présente ensuite diverses solutions inventées par des races extraterrestres. L’anneau-monde, aux proportions gigantesques, est l’une de ces solutions.

- La civilisation des Marionnettistes de Pierson, présentée comme plutôt pacifique et très prudente, utilise deux armes particulières pour lutter contre ses ennemis potentiels : le tasp (un neuro-émetteur qui stimule chez sa victime les zones du plaisir) et la manipulation du patrimoine génétique des autres races.

- Avec le personnage de Teela Brown, Larry Niven développe dans son univers de science-fiction une hypothèse selon laquelle la chance pourrait être transmise par les gènes. Ainsi, l’organisation sur Terre d’une loterie du droit de naissance – dont seuls les gagnants sont autorisés à procréer – conduit à créer au fil des générations des lignées d’invididus au coefficient de chance de plus en plus élevé. Mais le corollaire de ce fort coefficient de chance, c’est le manque de maturité de ces personnes chanceuses qui n’ont jamais connu ni l’adversité, ni la douleur pour les faire progresser et mûrir.

- Avec les cabines de transfert en usage sur la Terre, les déplacements sont quasi immédiats et la planète est devenue une grande ville mondiale (version amplifiée du global village de Marshall McLuhan) dont les communications se font en une seule langue : l’interworld. Larry Niven décrit ainsi un monde standardisé dans lequel toute différence culturelle a quasiment disparu.

- C’est avec beaucoup d’humour que Larry Niven invente des races extraterrestres dont les femelles ne sont douées d’aucune faculté intellectuelle remarquable.

- La race extraterrestre des Étrangers s’occupe exclusivement d’acheter et de vendre des informations dans la galaxie, préfigurant ainsi la valeur stratégique de l’information qui explosera avec l’avènement de l’ère numérique.

## Adaptations

### Bande dessinée
- Un format manga, en deux parties, intitulé Ringworld: The Graphic Novel écrit par Robert Mandell et dessiné par Sean Lam est sorti en juillet 2014 (Tor Books and Seven Seas Entertainment).

### Cinéma et télévision
Après une tentative avortée en 2001 pour le cinéma, et un projet de série sans suite en 2004 chez Sci-Fi Channel, cette même chaîne annonce en 2013 le lancement d'une mini-série de 4 heures écrite par Michael R. Perry (MGM Television et Universal Cable Productions).

### Jeux
- Un jeu de rôles en anglais (non traduit en français) a été édité en 1984 par la société Chaosium : son titre est Larry Niven's Ringworld: Roleplaying Adventure under the Great Arch et il utilise une version modifiée du Basic Role Playing System.
- Tsunami Games a édité deux jeux inspirés de l'univers de L'Anneau-Monde : Ringworld: Revenge of the Patriarch (1992) et Return to Ringworld (1994).

## Postérité

### Jeux
- Dans les jeux vidéo de la série Halo, la constante tourne autour de mondes artificiels en forme d'anneau de 10 000 km de diamètre et de 22,3 km d'épaisseur, appelés Installations par les Forerunners, créateurs de ces mondes.
- Dans le jeu vidéo Stellaris, le système Sanctuary est représenté et colonisable une fois les défenses orbitales éliminées. Les créateurs de ce « ringworld » ne sont représentés que par une intelligence artificielle mettant en garde toute civilisation entrant dans ce système de ne pas s'en approcher[1]. Le joueur peut également construire un anneau-monde de ses propres ressources dans n'importe quel système à une étoile après avoir acquis les recherches requises.

### Livres
- Une planète artificielle du même type que l’anneau-monde de Larry Niven a été utilisée par l’auteur de science-fiction britannique Iain M. Banks dans son roman Une forme de guerre paru en 1987.
- L'auteur français Laurent Genefort a utilisé les ressources littéraires d’une sphère de Dyson complète pour créer l’univers d’Omale, un roman de science-fiction paru en 2001.
- L’auteur allemand Michael Marrak cite l’Anneau-Monde comme l’un des romans qui a le plus influencé son écriture dans le domaine de la science-fiction.
- Un autre anneau-monde, celui de Titan de John Varley.
- Terry Pratchett a été influencé par l’univers de Larry Niven lorsqu’il a écrit le roman Strate-à-gemmes, qui donnera plus tard lieu à l’univers du Disque-Monde.
- Dans Halo : les Floods de William C. Dietz, on voit régulièrement la mention l’Anneau-Monde, surnom de l’Installation 04 (le premier Halo).

## Récompenses
- Prix Nebula du meilleur roman 1970 ;
- Prix Locus du meilleur roman 1971 ;
- Prix Hugo du meilleur roman 1971.

## Classique de la science-fiction
Ce roman est considéré comme un grand classique de la science-fiction dans les ouvrages de référence suivants :
- Jacques Sadoul, Anthologie de la littérature de science-fiction, Ramsay, 1981.
- Stan Barets, Le science-fictionnaire, Denoël, coll. « Présence du futur », 1994.

## Critiques spécialisées
Dans son Histoire de la science-fiction moderne, Jacques Sadoul déclare à propos de ce roman : « […] Niven est désormais considéré comme le chef de file de l’école hard science qui va peu à peu prendre de l’importance. Ringworld est intéressant quant au thème et aux péripéties, mais fort mal écrit, ce qui surprend à l’époque d’écrivains comme Zelazny ou Ellison. […] Par suite, dans une année 1970 assez pauvre, exception faite du Zelazny, en comparaison des exceptionnelles années 1968 et 1969, le livre de Niven fait un Hugo honorable. ».

## Éditions
L’Anneau-Monde de Larry Niven, traduit de l’américain par Jacques Polanis, a connu différentes éditions françaises :
- OPTA, coll. « Club du livre d'anticipation », no 42, 1973 (tirage limité) ;
- OPTA, coll. « Galaxie-bis », no 87, 1973,  (ISBN 2-7201-0165-6) ;
- OPTA, coll. « Galaxie-bis », no 131, 1975 ;
- J'ai lu, coll. « Science-fiction », no 3527, 1995  (ISBN 2-277-23527-X) ;
- Mnémos, coll. « Icares », 2005.